# Hôtel de ville de Moudon
L'hôtel de ville de Moudon héberge les institutions municipales de la commune vaudoise de Moudon, en Suisse.

## Histoire
Le premier hôtel de ville de Moudon se trouvait en haut de la rue du Temple ; il fut vendu aux enchères par la municipalité en 1834 pour 47 040 francs afin de financer le nouvel édifice situé au bord de la Mérine, en remplacement de trois bâtiments existants.
Les plans du nouveau bâtiment de trois étages, présentés par l'architecte lausannois Henri Perregaux, furent approuvés par le Conseil communal le 13 juin 1838, la première pierre posée le 5 septembre et le bâtiment terminé en 1841. Le dernier étage fut aménagé en salle de spectacle jusqu'au milieu du XXe siècle où il fut récupéré par l'administration, de même que le deuxième étage, tout d'abord utilisé par le Tribunal civil.
L'hôtel de ville a été classé monument historique en 1978 et est inscrit comme bien culturel suisse d'importance nationale.